# Leptorchestes
Leptorchestes Thorell, 1870 è un genere di ragni appartenente alla famiglia Salticidae.

## Distribuzione
Delle sei specie oggi note di questo genere, tre sono state rinvenute dall'Europa al Turkmenistan; una, la L. sikorskii in alcuni paesi del Medio oriente, la L. algerinus è endemica dell'Algeria e la L. separatus lo è della Namibia.
In Italia sono state reperite tre specie di questo genere

## Tassonomia

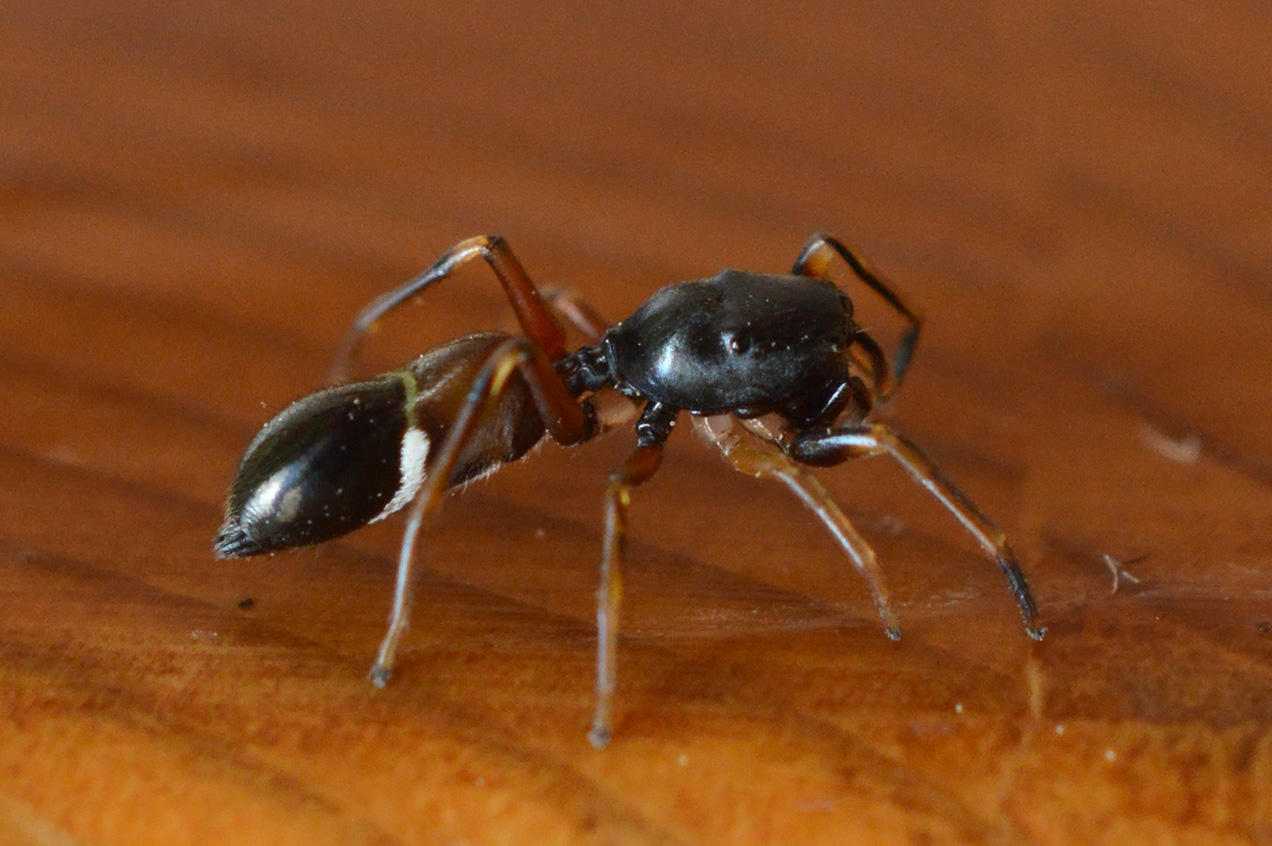
Esemplare femmina fotografato a Botevgrad (Bulgaria)

Non è un sinonimo anteriore del genere Kima Peckham & Peckham, 1902 a seguito di un lavoro degli aracnologi Wesolowska e Szeremeta del 2001, contra un analogo studio di Prószynski del 1984 con trasferimento della specie tipo.
A giugno 2011, si compone di sei specie:
- Leptorchestes algerinus Wesolowska & Szeremeta, 2001 — Algeria
- Leptorchestes berolinensis (C. L. Koch, 1846)[3] — dall'Europa al Turkmenistan (presente in Italia)
- Leptorchestes mutilloides (Lucas, 1846) — Europa meridionale (presente in Italia), Algeria
- Leptorchestes peresi (Simon, 1868) — Mediterraneo (presente in Italia)
- Leptorchestes separatus Wesolowska & Szeremeta, 2001 — Namibia
- Leptorchestes sikorskii Prószynski, 2000 — Libano, Israele

### Specie trasferite
- Leptorchestes reimoseri Lessert, 1927; trasferita al genere Kima a seguito di uno studio degli aracnologi Wesolowska e Szeremeta del 2001[1].

### Nomina dubia
- Leptorchestes cinctus (Dugès, 1836); gli esemplari, rinvenuti in Europa e originariamente ascritti al genere Salticus, a seguito di un lavoro dell'aracnologo Bonnet del 1957 sono da ritenersi nomina dubia[1].
- Leptorchestes semirufus Simon, 1901; l'esemplare, rinvenuto in Ecuador, a seguito di uno studio di Wesolowska & Szeremeta del 2001 è da ritenersi nomen dubium, contra osservazioni dell'aracnologa Galiano del 1963[1].